# João Totó da Câmara
João da Câmara, também conhecido por Totó, (Dourados, 16 de abril de 1929 — Campo Grande, 23 de março de 2012) foi um notário, agrimensor e político brasileiro, outrora deputado federal por Mato Grosso.

## Biografia
Filho de João Cândido da Câmara e Maria Rosa Antunes Câmara. Formado em Direito na Fundação Karnig Bazarian em Itapetininga, São Paulo, foi tabelião em Fátima do Sul. Também agrimensor, fez carreira política em Dourados, sendo eleito vereador em 1954 e 1958 e secretário-geral da prefeitura entre 1963 e 1964. Elegeu-se prefeito da respectiva cidade via ARENA em 1966 e durante o seu mandato fundou e presidiu a Associação Mato-Grossense de Municípios entre 1968 e 1969. Eleito deputado federal por Mato Grosso em 1970, renunciou ao mandato ao conquistar a prefeitura de Dourados pela segunda vez em 1972, prosseguindo com a sua carreira política em Mato Grosso do Sul quando o Governo Ernesto Geisel criou o respectivo estado. Eleito suplente de deputado federal em 1978, migrou para o PMDB no ano seguinte e chegou a exercer o mandato sob convocação.
Derrotado ao disputar a prefeitura de Dourados em 1982, foi secretário de Agricultura no primeiro governo Wilson Martins. Candidato a senador numa sublegenda do PMDB em 1986, perdeu a eleição, mas o governador Ramez Tebet o nomeou conselheiro do Tribunal de Contas de Mato Grosso do Sul três meses depois, cargo do qual se aposentou em 1998. No ano 2000 foi candidato a vice-prefeito de sua cidade natal na chapa de Murilo Zauith, mas não obteve êxito.
Foi homenageado ao nominar a rodovia estadual que dá acesso ao Aeroporto Regional de Dourados, dentre outras honrarias.